# Hausdorffrum
Ett Hausdorffrum (även kallat {\displaystyle T_{2}}-rum och separerat rum) är ett topologiskt rum, i vilket två skilda punkter kan separeras med öppna mängder. 

## Definition

Punkterna x och y, separerade av de öppna omgivningarna U och V

Låt {\displaystyle (X,\tau )} vara ett topologiskt rum, och {\displaystyle x,y\in X,x\neq y}. {\displaystyle (X,\tau )} är ett Hausdorffrum om det existerar öppna mängder {\displaystyle U,V\in \tau } sådana att {\displaystyle x\in U}, {\displaystyle y\in V} och {\displaystyle U\cap V=\emptyset }.

## Exempel och motexempel
De flesta topologiska rum som studeras inom analysen är Hausdorffrum, till exempel {\displaystyle \mathbb {R} ^{n}}.
Alla metriska rum är Hausdorffrum. Pseudometriska rum är dock i allmänhet inte Hausdorffrum.
En topologi som inte är Hausdorff är Zariskitopologin som är vanligt förekommande inom den algebraiska geometrin

## Egenskaper
- Underrum och produkter av Hausdorffrum är Hausdorffrum. Dock är kvotrum av Hausdorffrum i allmänhet inte Hausdorffrum.

- Varje svagt Hausdorffrum är ett hausdorffrum.

Några egenskaper som gäller för Hausdorffrum, men inte i allmänhet för topologiska rum är:
- Alla konvergenta följder och nät har ett unikt gränsvärde.
- Varje kompakt mängd är sluten